# 花园假期
花园假期又稱花园假，是指员工宣佈打算辞职但勞動合同尚未終止或企業因其他原因打算與员工终止雇佣关系時，員工被要求不得來公司上班，但員工在這段時間，企業仍然會發工资給該員工，并且員工和企業必须都遵守勞工法，如員工依然要遵守保密的義務以及競業條款。在勞動合同正式終止後，企業不再發工資給離職員工。  由於企業擔心打算離職的员工會竊取公司敏感信息加入竞争对手陣營， 或者將離職的員工出於對原公司的怨恨故意破坏工作，所以有些企業會給即將離職的員工放一段花园假期。